# Salers

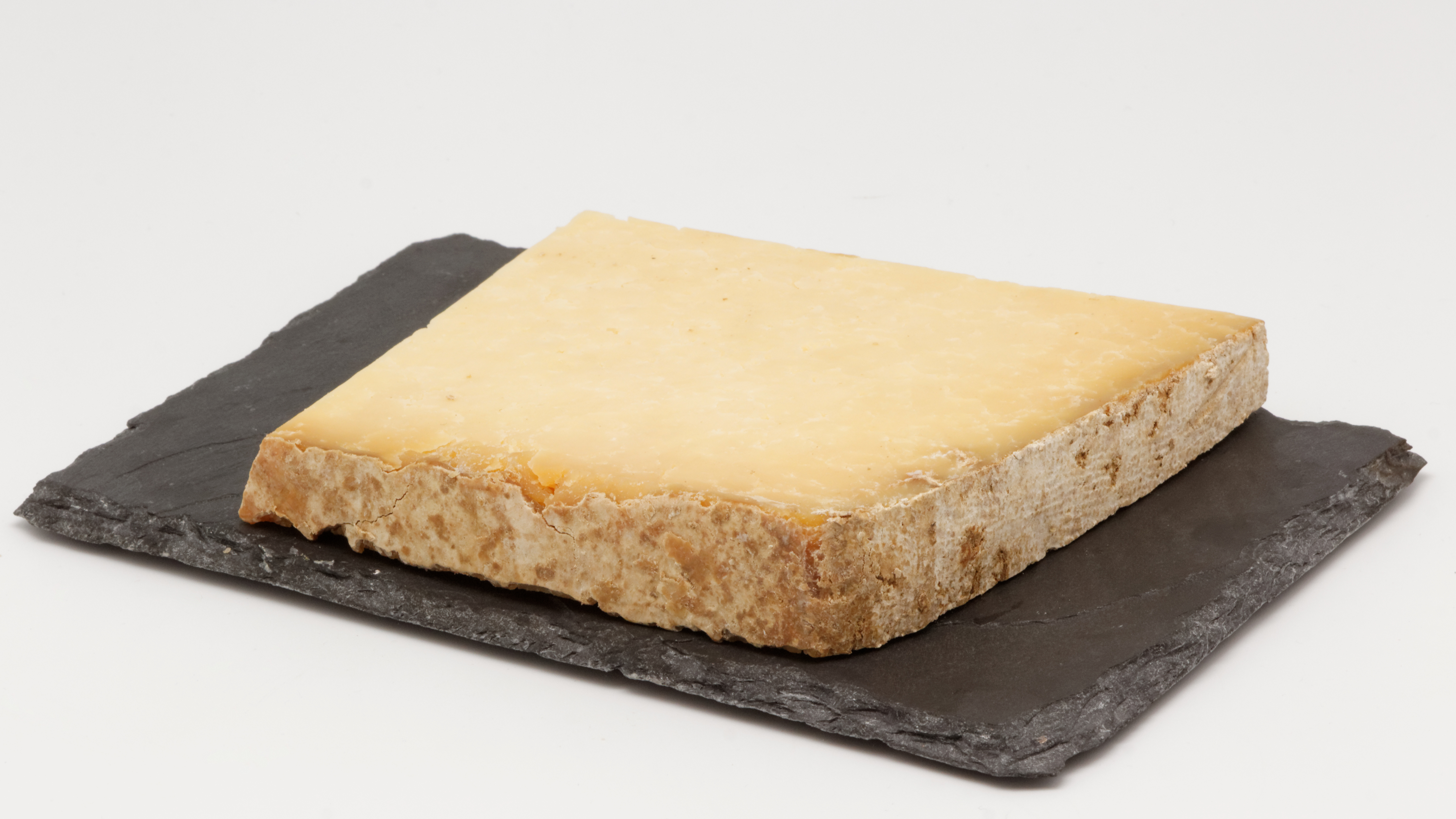
En bit Salers.

Salers är en opastöriserad ost gjord av komjölk. Osten tillverkas enligt 2000 år gamla traditioner högt uppe i Cantalbergen, Auvergne-Rhône-Alpes, Salers i centrala Frankrike. Marken i området är vulkanisk. De kor vars mjölk används till osten är av rasen Saler och betar vilt på sommarängar på bergssluttningarna. Osten tillverkas därför bara mellan 15 april - 15 oktober varje år.
Ostsorten är A.O.C-certifierad sen 1979, och den har en fetthalt på minst 45%.